# Wilfrid Azencoth
Wilfrid Azencoth est un street artiste et un photographe français. Il est principalement connu pour ses tags « L'amour court les rues » répandus à Paris. Ils ont une notoriété à la suite des attentats de 2015.

## Biographie
En 2000, il fonde l'agence AS Production. En 2013 il crée le magazine Fais Nétour. Photographe représenté par la galerie Colorfield, il a été l'assistant de Jean-Daniel Lorieux. 
L'artiste est connu du grand public pour un graffiti : « L'amour court les rues » qui orne des façades de la la capitale, principalement sur la rive droite. Il été beaucoup relayé sur les réseaux sociaux en 2015 dans la foulée des attentats de Paris,. 
En 2020, il est accusé d'agressions sexuelles par une centaine de femmes, encore mineures ou jeunes adultes au moment des délits et du crime de viol par une vingtaine de plaignantes, dans le magazine Neon,. Placé en garde à vue, il est ensuite présenté le vendredi 2 octobre 2020 à un juge d'instruction en vue de sa mise en examen pour « viols » et « agressions sexuelles », puis placé en détention provisoire. 
En 2025, Médiapart fait l'état de 42 plaintes pour des violences sexuelles dont 20 pour viol couvrant la période de l'année 2002 jusqu'au printemps 2020. Avant l'ouverture de l'enquête par le parquet, Wilfrid Azencoth a fait l'objet de 4 plaintes, la première datait de 2007 et avait été retirée. L'article de la journaliste, s'appuyant sur les informations du média et le témoignage d'avocats sur l'affaire, pointe l'embourbement de l'instruction suite à des dysfonctionnements de la justice : manque d'effectifs et de budget, dysfonctionnements au sein du tribunal de Paris, grève des avocats, mouvements sociaux et pandémie du Covid-19. Suite à des problèmes de santé développés dès 2020, l'accusé est remis en liberté en mars 2021. Pour ces mêmes raisons, l'analyse psychiatrique est en l'état impossible et une limite du temps d'interrogatoire est posée.

## Discographie
- Yasmin Shah, Love Wars, 1991
- Suprême NTM, Authentik, 1991
- DJ Sonic, Zig Zag, 1995
- Dax Riders, Hysterical Mama, 1998

## Expositions
- The street experience, 16 Tholozé, décembre 2013
- Bar 4 éléments, février 2015
- Pop's gallery, avril 2015
- Homies, Montmartre, février 2016
- L'amour court les rues, Bel air, avril 2016
- Histoires d'Oeno, Le No, juin 2016
- Musée de la Vie wallonne, octobre 2016
- Rossini, maison de vente aux enchères, juin 2018
- Wilfrid & Co, Galerie Benjamin Leymarie, janvier 2020